# Comunicato stampa
Un comunicato stampa è un testo redatto dall'ufficio stampa di un'azienda o di un ente pubblico per informare su un fatto oppure su un avvenimento in maniera ufficiale. Viene diffuso presso gli organi d'informazione e le reti sociali sul web. Firmato da un addetto stampa, riporta tutti i dati utili per comporre articoli giornalistici inerenti alle novità in esso contenute.

## Descrizione
Il comunicato stampa:
- deve contenere innanzitutto i riferimenti essenziali dell'organizzazione che lo emette (logo, carta intestata, ecc.); inoltre devono comparire data, ora e luogo di emissione;
- deve trattare di un avvenimento avente i requisiti di notiziabilità e dev'essere breve, generalmente composto di 30 righe (una cartella)[1];
- deve recare un titolo e quasi sempre un occhiello, che precedono e riassumono il contenuto;
- il testo della notizia, essendo destinato soprattutto ai giornalisti, deve rispettare la regola delle cinque W e le informazioni devono essere chiare, attendibili e scritte con uno stile giornalistico.

L'addetto stampa si occupa, oltre che del testo, anche della presentazione grafica (carattere ben leggibile e dimensione appropriata).

## Lavoro dell'addetto stampa
Il comunicato stampa viene inviato prima alle agenzie, poi ai giornalisti (sia delle agenzie che delle tv e dei giornali). L'addetto stampa deve conoscere come si svolge una giornata di lavoro nelle redazioni. Pertanto sceglierà il momento opportuno per contattare i giornalisti e fare in modo che il comunicato abbia elevate possibilità di comparire nella prossima edizione del giornale. Di solito, i comunicati stampa vengono inviati alle agenzie entro le 11 antimeridiane. Poi cominciano i contatti con i giornalisti delle agenzie. L'obiettivo dell'addetto alle relazioni con i media è ottenere che il proprio comunicato sia rilanciato già nel primo pomeriggio. Dal numero di lanci ottenuti egli potrà misurare l'efficacia del proprio lavoro.
Successivamente cominciano i contatti con i giornali: l'addetto chiama i caporedattori e si informa sulla possibilità che ha il comunicato di entrare in pagina. È disponibile inoltre a fornire ulteriori informazioni, se necessarie per approfondire la notizia. Non mancano i contatti con i giornalisti incaricati dal caporedattore di redigere materialmente l'articolo.
Nel tardo pomeriggio l'addetto richiama i caporedattori per informarsi su quanto spazio è stato dedicato al suo comunicato stampa. Si informa anche sul titolo scelto e sull'eventuale presenza di fotografie.

## Uso
I comunicati stampa, oltre che da enti e aziende, sono utilizzati anche da personaggi pubblici e da enti non commerciali (accademie, partiti politici, ecc.) per comunicare in modo più formale e senza un contraddittorio, rispetto a quanto potrebbe avvenire nel corso di un incontro diretto con la stampa. In questi caso più che un addetto stampa, è usata la figura dell'addetto alle pubbliche relazioni. Per questo il comunicato stampa viene spesso utilizzato per far pervenire ai media dichiarazioni, rettifiche e precisazioni da parte di politici, personaggi dello spettacolo e altri soggetti pubblici.
Attualmente, con l'uso sempre più esteso di internet, le aziende ed i giornalisti trovano utili i portali web dedicati esclusivamente alla divulgazione dei comunicati stampa che permettono, in maniera gratuita o a pagamento, di pubblicare e redistribuire in modo veloce i comunicati di aziende e di privati, oltreché di consultarli e visualizzarli (anche grazie ai Feed RSS, che permettono la visualizzazione in pochi secondi).
Internet ha anche favorito l'utilizzo di comunicati stampa in una nuova ottica nell'intento di strategie di link building e di ottimizzazione per i motori di ricerca. Questa tecnica - utilizzata per anni - è ora però inutile e può causare penalizzazioni algoritmiche da parte di Google poiché gli schemi di link ed i link "non naturali" sono visti da Google come un metodo per manipolare il posizionamento, il quale invece dev'essere imparziale e non manipolato.